# 요시누마촌
요시누마촌(吉沼村)은 이바라키현 쓰쿠바군에 일찍이 존재했던 촌이다. 
현재의 쓰쿠바시 북서부에 해당한다.

## 역사
- 1889년 4월 1일 - 정촌제 시행에 수반해 쓰쿠바군 요시누마촌이 성립하였다.
- 1956년 9월 30일 - 요시누마촌의 일부가 도요사토정에, 잔부는 오호정에 편입되어, 동일 요시누마촌은 폐지되었다.
- 1987년 11월 30일 - 도요사토정, 오호정, 야타베정, 니하리군 사쿠라촌과 합병해 쓰쿠바시가 성립하였다.

## 참고문헌
- 角川日本地名大辞典 8 茨城県